# 特殊警棒

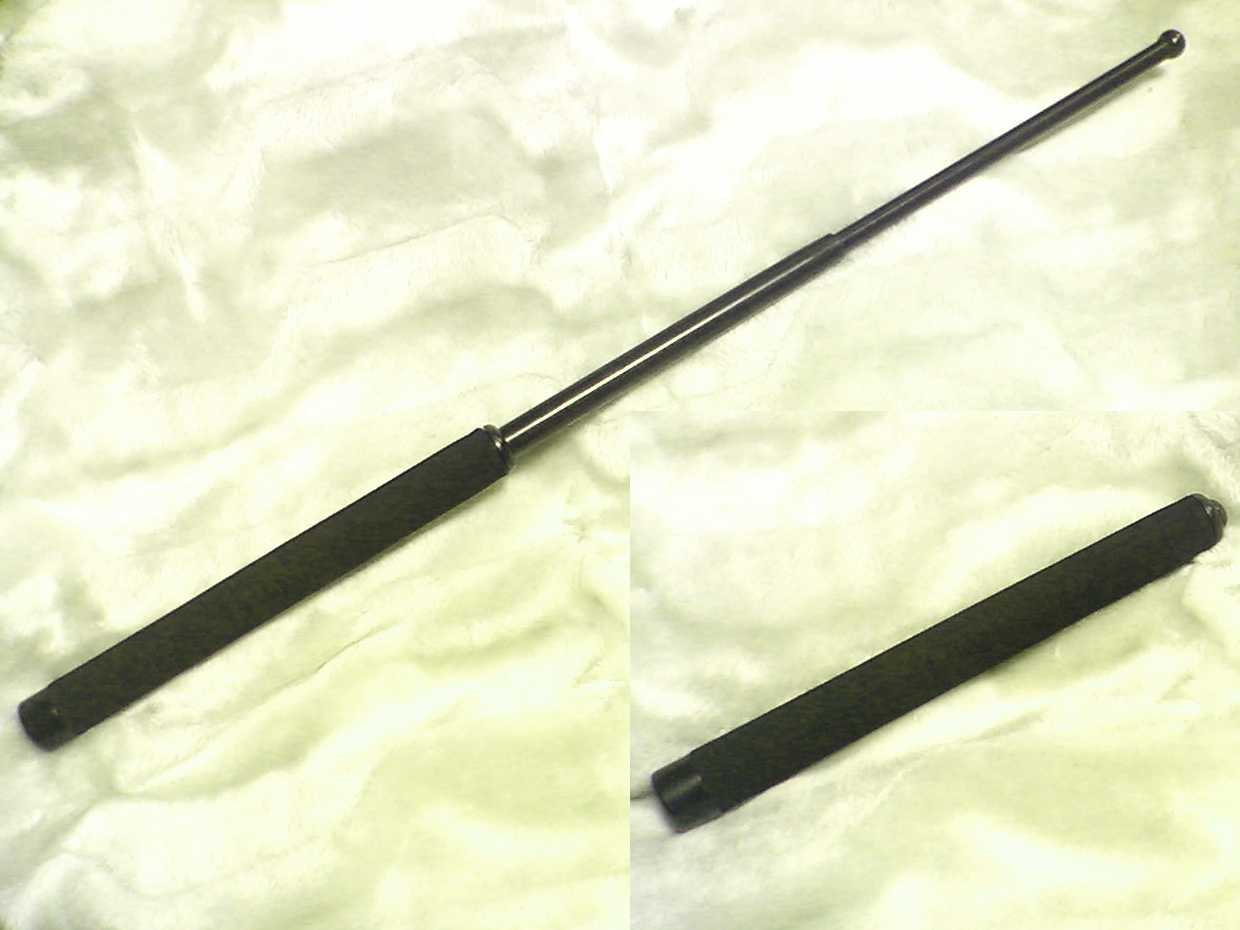
市販されている特殊警棒。右は縮めた状態

特殊警棒（とくしゅけいぼう）とは、伸縮式の警棒である。材質は金属製が主だが、稀に強化プラスチック製や硬質ゴム製の物も存在する。金属製についても一般的な円棒形状の製品のほか、全体または一部がコイルスプリングで構成されている製品が存在する。
収縮時の長さが20センチメートルを下回るなど、通常の警棒と比べて携帯性に優れていることから、世界各国で警察官や法執行機関職員、警備員などによって用いられている。

## 概要
メーカーとしては日本ではノーベル工業、台湾ではTMM社（日本を含む世界各国に製品を輸出している）、アメリカではASP社、Monadnock社、CASCO社が有名である。世界各国に多数の製造業者が存在しているが、製品の強度や品質などはメーカーによって玉石混交である。
なお、現在の日本において「特殊警棒」とは前述のノーベル工業の登録商標であり、一般名詞としては「伸縮式警棒」もしくは「伸縮式護身具」と呼ぶのが妥当と思われるが、一般に「特殊警棒」の呼称が広く定着している。
現在の日本の警備業の業界用語では「警棒」のことを「警戒棒」（けいかいぼう）と呼称している。このため、社団法人全国警備業協会発行のテキスト類では「特殊警棒」のことを「金属製警戒棒」と表記している。また、日本の警察などにおいても公的な文書類では「特殊警棒」のことを「特殊警戒用具」と表記している。
また、まれにだがトンファー型の特殊警棒も存在している。一部のアメリカ合衆国の警察組織で採用されている他、日本国内では自衛隊の警務隊が自衛隊逮捕術の中に取り入れている。
基本的には殺傷力の低い護身用具・捕具として使われるが、扱いようによって相手を死傷させかねない、れっきとした武器ともなる。警察官や警備員の警棒操典では、使用に際しては首から下の部分のみを狙う、殴るのではなく手首のスナップを利かせてはたく、など相手に与える打撃は相手を取り押さえるための必要最低限の打撃にとどめ、過剰防衛にならないようにするよう指導されている。
ただし興奮状態にある者を、軽い打撃で制圧することは難しく、使用する者には一定以上のスキルが求められる。

## 種類
日本においては警察官や警備員らが用いる警棒（特殊警棒を含む）の基準として、かつて「長さ60センチメートル以下、直径3センチメートル以下、重さ320グラム以下の円棒とする」と警察庁の規格が定められ用いられていたが、治安情勢の変化に伴い、警察官の用いる物については2006年11月から規格が変更された。これに合わせて、警備員が用いる物についても、「警備員等の護身用具の携帯の禁止及び制限に関する都道府県公安委員会規則の基準について（依命通達）」により規格が変更されている。
一般私人の所持や購入に、上記のような規格はないが、護身用品として携帯した場合、軽犯罪法に抵触する恐れがある。また一般私人のコレクション用に、警棒のカスタムパーツも存在する。

## 法律との関係
日本の警察や警備会社に納入していないメーカー製の製品や外国製の製品の特殊警棒には前述の基準を超えた長さや重さの物も存在しており、日本国内でも護身用や防犯用という名目で一般向けに市販されている。これらの物は購入や単純所持自体は合法であるが、みだりに持ち歩いたり、護身用だけの理由などだと凶器を携帯しているとして軽犯罪法違反や、凶器準備集合罪の疑いが生じる。そのために警察への提出（没収）を求められたり、警察官の判断によっては現行犯逮捕もしくは書類送検されることがありうるので、日頃から誤解を招く行為や不審な行動をとって職務質問などを受けるようなことが無いように生活する事が大切である。
イギリスやオランダなど、一部の国では特殊警棒の所持は許可制となっているなど、日本よりも所持規制が厳しい国もある。これらの制度・規制は国や地域によって大きく異なるので、海外旅行や海外滞在の際に護身用具として特殊警棒を所持しようとする際には当該国・地域の制度を事前に熟知しておく必要がある。場合によっては、言葉の通じない現地の警察に逮捕される危険性もある。

## 主なメーカー
- ノーベル工業
- 三力工業
- ASP
- ESP
- モナドノック
- ユイル
- カンタス
- S&W
- ウィンチェスター
- BONOWI
- ホワイトウルフ（エスエスボディーガード）